# Samendrukbaarheidsfactor

De samendrukbaarheidsfactor voor stikstof in functie van de druk bij verschillende temperaturen

De samendrukbaarheidsfactor (Z) van een gas wordt in de thermodynamica gedefinieerd als:
{\displaystyle Z={\frac {pV}{nRT}}}
Hierbij is p de druk, n het aantal mol, {\displaystyle T} de absolute temperatuur en {\displaystyle R} de gasconstante.
Voor een ideaal gas is Z = 1. Voor een reëel gas kan Z zowel > 1 zijn als < 1, maar bij voldoende hoge drukken is Z steeds > 1.
De toestandsvergelijking van een reëel gas wordt soms uitgedrukt als een machtreeks:
{\displaystyle Z=1+{\frac {B}{V_{\mathrm {m} }}}+{\frac {C}{V_{\mathrm {m} }^{2}}}+{\frac {D}{V_{\mathrm {m} }^{3}}}+\dots }

## Kritische samendrukbaarheidsfactor
Een belangrijke parameter die een reëel gas karakteriseert is de kritische samendrukbaarheidsfactor
{\displaystyle Z_{c}={\frac {p_{c}V_{c}}{n_{c}RT_{c}}}}. Met de toestandsvergelijking van Van der Waals berkent men een waarde van 3/8 = 0,375, een waarde die vrij sterk verschilt van de geobserveerde waarden:
| Stof | Waarde |
| ---- | ------ |
| H2O  | 0,23   |
| 4He  | 0,31   |
| He   | 0,30   |
| H2   | 0,30   |
| Ne   | 0,29   |
| N2   | 0,29   |
| Ar   | 0,29   |